# Urus-Martan
Huyện Urus-Martan (tiếng Nga: ? райо́н) là một huyện hành chính tự quản (raion), của Chechnya, Nga. Huyện có diện tích RU.CN.UR km², dân số thời điểm ngày 1 tháng 1 năm 2000 là 35600 người. Trung tâm của huyện đóng ở Urus-Martan.